# Mérovée (fils de Chilpéric Ier)
Pour les articles homonymes, voir Mérovée (homonymie).
Mérovée († 577) est un prince franc mérovingien de la seconde moitié du VIe siècle, fils de Chilpéric Ier, roi de Neustrie, et d'Audovère.

## Biographie
En 573, il se trouve avec son père, sa belle-mère Frédégonde et ses frères et sœurs dans Tournai assiégé par Sigebert Ier. Ce dernier est assassiné au cours du siège, entraînant la dispersion de l'armée austrasienne et sauvant la famille de Mérovée.
En 576, il est mis à la tête d'une armée chargée d'envahir le Poitou, mais s'arrête à Tours qu'il dévaste. Il se rend ensuite à Rouen et épouse la reine Brunehaut, veuve de son oncle Sigebert. Ce mariage lui vaut le courroux paternel qui l'oblige à se réfugier à Saint-Martin de Tours. Il finit par se réconcilier avec son père, malgré la haine que lui voue Frédégonde.
Par la suite, son père le fait enfermer, puis tonsurer et ordonner prêtre à Metz. Il réussit à s'évader et à se réfugier de nouveau dans la basilique Saint-Martin de Tours. Il s'échappe de nouveau, mais est trahi et assassiné par un de ses familiers à Thérouanne.

### Source primaire
- Grégoire de Tours, Historia Francorum.

### Source secondaire
- Christian Settipani, La Préhistoire des Capétiens (Nouvelle Histoire généalogique de l'auguste maison de France, vol. 1), Villeneuve-d'Ascq, éd. Patrick van Kerrebrouck, 1993, 545 p. (ISBN 978-2-95015-093-6), p. 90.
- Blanche Schnitzler-Bourgeois, Mérovée (drame historique en cinq actes et en vers), Bibliothèque Dramatique, Librairie Alphonse Lemerre (23-33, Passage Choiseul, Paris), 26 avril 1909, 110 pages.
- Thomas Marie François Gardie (1805-1879), Mérovée ou Une vengeance de Frédégonde, tragédie en cinq actes et en vers, représentée en novembre 1850 sur le théâtre de Mâcon par la troupe de M. Bléau. Voir le compte-rendu de F. Bouchard in Journal de Saône-et-Loire des 20 novembre, 18 et 28 décembre 1850.